# Rayman 2: The Great Escape
Rayman 2: The Great Escape är ett plattformsspel utvecklat av Ubisoft som har släppts till Nintendo 64, PC, Sega Dreamcast, Playstation, Game Boy Color, Playstation 2, Nintendo DS, Nintendo 3DS och IOS. I spelet ska Rayman kämpa mot den onde rymdpiraten Admiral Razorbeard och hans armé av pirater som har tagit över Raymans värld, så kallad The Glade of Dreams, genom att hitta de fyra magiska maskerna som är gömda på olika håll i världen. Genom att hitta dem ska han uppväcka Polocus som ska hjälpa till i kampen mot Razorbeard och piraterna. Genom sin resa befriar han även många av sina vänner som fen Ly, Globox och Clark. Spelet består av 20 banor som i original-versionen är utspridda i något som heter The Hall of Doors. Senare version har ändrat denna princip och bytt ut den mot The Isle of Doors. De största ändringarna kommer i Playstation och Playstation 2 versionerna. Playstation versionen tar bort många av nivåer eller slår ihop dem till nya medan Playstation 2 versionen lägger till nya banor i form av stora öppna världar att undersöka och nya saker att göra i redan existerande nivåer som nya bossar.

## Banor
- The Woods of Light (istället "The Clearing i Playstation-versionen")
- The Fairy Glade
- The Marshes of Awakening
- The Cave of Bad Dreams
- The Bayou
- The Walk of Life (istället Racing Challenge 1 i Playstation 2-versionen)
- The Sanctuary of Water and Ice (ej med i Playstation-versionen)
- The Menhir Hills
- The Canopy
- Whale Bay
- The Sanctuary of Stone and Fire
- The Sanctuary of Lava and Fire
- The Echoing Caves
- The Precipice
- The Top of the World (ej med i Playstation och Playstation 2-versionerna)
- The Sanctuary of Rock and Lava (istället "Beneath the Lava Sanctuary" i Playstation 2-versionen)
- The Walk of Power (istället Racing Challenge 2 i Playstation 2-versionen)
- Beneath the Sanctuary of Rock and Lava (istället "The Lava Sanctuary" i Playstation 2-versionen)
- Tomb of the Ancients
- The Iron Mountain (istället "The Gloomy Island" i Playstation-versionen)
- The Prison Ship
- The Crow's Nest

## Versioner
- PC och Nintendo 64: Dessa versioner är de så kallade original-versionerna och är varandra mycket lika. N64 versionen har däremot sämre musik-kvalité.
- Dreamcast: Den här versionen är baserad på PC versionen och har många små förändringar. Främst av allt har den bättre grafik och körs i konstant 60fps.
- Game Boy Color: Släpptes under namnet Rayman 2 Forever (Rayman 2 i Nordamerika) och är ett 2D spel som är baserat på Rayman 2.
- Playstation: Den här versionen har färre nivåer än andra versioner, men även några nya delar i vissa av nivåerna. Den har också riktiga röster i spelet och en bonus 2D prototyp nivå i slutet.
- Playstation 2: Släpptes spelet under namnet Rayman Revolution (Rayman 2: Revolution i Nordamerika) och har stora förändringar. Istället för The Hall of Doors, eller The Isle of Doors, som ett stället att välja nivåer i finns nu öppna världar att undersöka. Nya bossar, musik, grafik, krafter, uppgraderingar, minispel etc. har blivit insatt också.
- Nintendo DS: Släpptes under namnet Rayman DS och är högt baserad på Nintendo 64 versionen.
- Nintendo 3DS: Släpptes under namnet Rayman 3D och är högt baserad på Dreamcast versionen.
- iPhone: Var högt baserad på Dreamcast versionen men finns inte längre att ladda ner från App Store.